# Zăicana, Criuleni
Zăicana este un sat din raionul Criuleni, Republica Moldova. Este situat în zona de centru a Moldovei, pe partea stângă a traseului Chișinău-Dubăsari M-21, prin care curge un mic râuleț, numit Iana de către localnici, afluent de stânga al Ichelului. Satul se află la o depărtare de 18 km nord-est de Chișinău, 21 km vest de centrul raional Criuleni și 22 km depărtare de Dubăsari.

## Geografie
Satul Zăicana este situat pe regiune de colină în podișul Moldovei Centrale, în valea numită „Valea Zăicanilor”, între dealurile Odăii, Toloaca, Hrușova și Zăicănii. Se învecinează la nord cu moșiile satului Hîrtopul Mare, la est cu satele Izbiște și Cruglic, la sud cu satele Hrușova și Boșcana iar la vest cu moșiile satelor Pașcani, Porumbeni și Făurești. Altitudinea maximă este de 187,7 m, și cea minimă de 37 m.

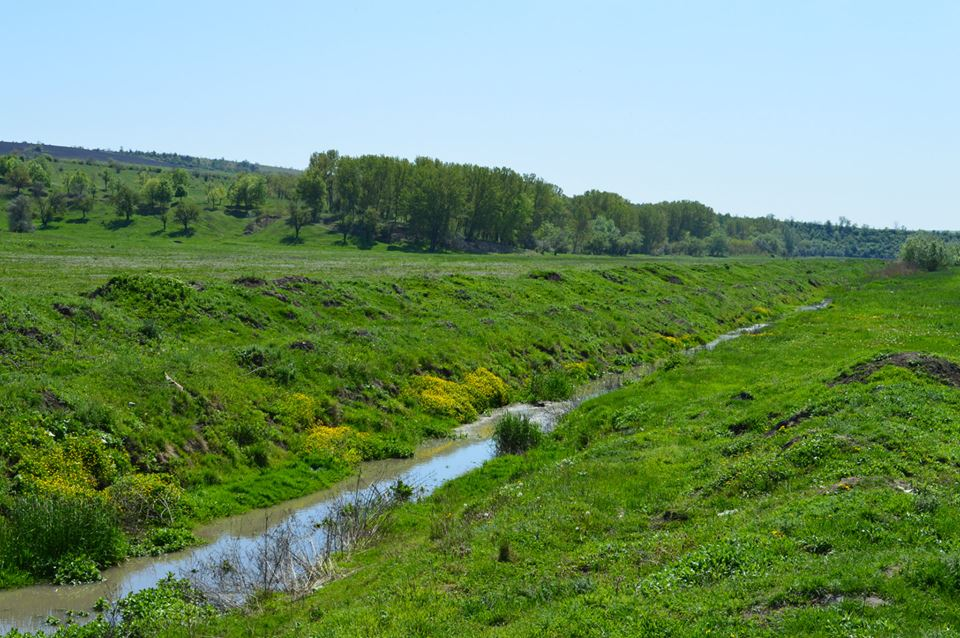
Pârâul Iana pe moșia satului.

Prin satul Zăicana curge pârâiașul Iana, care izvorăște din pădurea dinspre nord a satului, dinspre satul Ișnovăț și dinspre iazurile Hîrtopului Mare. Pârâiașul desparte localitate în două părți egale, iar legătura sunt un dig, două poduri mari și altele mai mici. Are o lungimea totală de 9 km, iar în teritoriul satului 6 km. Se revarsă în apropierea satului Chetroasa în râul Ichel (bazinul Nistrului). În sat sunt peste o sută de fântâni, 3 fântâni artezine și 5 izvoare.
Clima este temperat-continentală, vântul bate din nord, verile sunt călduroase (temperatura medie lunară pe timp de vară fiind de 20 – 30 grade Celsius, iernile sunt aspre (temperatura medie lunară pe timp de iarnă fiind între −10 – −40 grade Celsius), precipitațiile anuale sunt de aproximativ 250–500 mm.
Solurile sunt caracterizate în majoritate de soluri cernoziomoide, pe alocuri sunt soluri deluviale, soluri argiloase mediu și fin, soluri aluviale și solonceac. Satul se mai caracterizează prin faptul că se întâlnește mai ales în partea locuită a localității mult calcar.
Satul Zăicana este situat în zona naturală de silvostepă, iar flora și fauna corespunde acestei zone. Flora se caracterizează prin diverse specii de plante; satul dispune de două păduri, în care cresc pin, salcâm, ulm, mesteacăn, stejar, arțar și alte specii de arbori. Din arbuști se întâlnesc în special măceșul și alunul. În învelișul ierbos cresc ghiocelul, toporașul, brândușa, romanița și altele. În pădurile de pini se găsesc pe sezoane ciupercile. Fauna este caracterizată prin prezența veveriței, căprioarei, bursucului, vulpii, cârtiței, iepurelui de câmp, bufniței, cocostârcului alb și alte specii.

## Istorie

### Preistorie

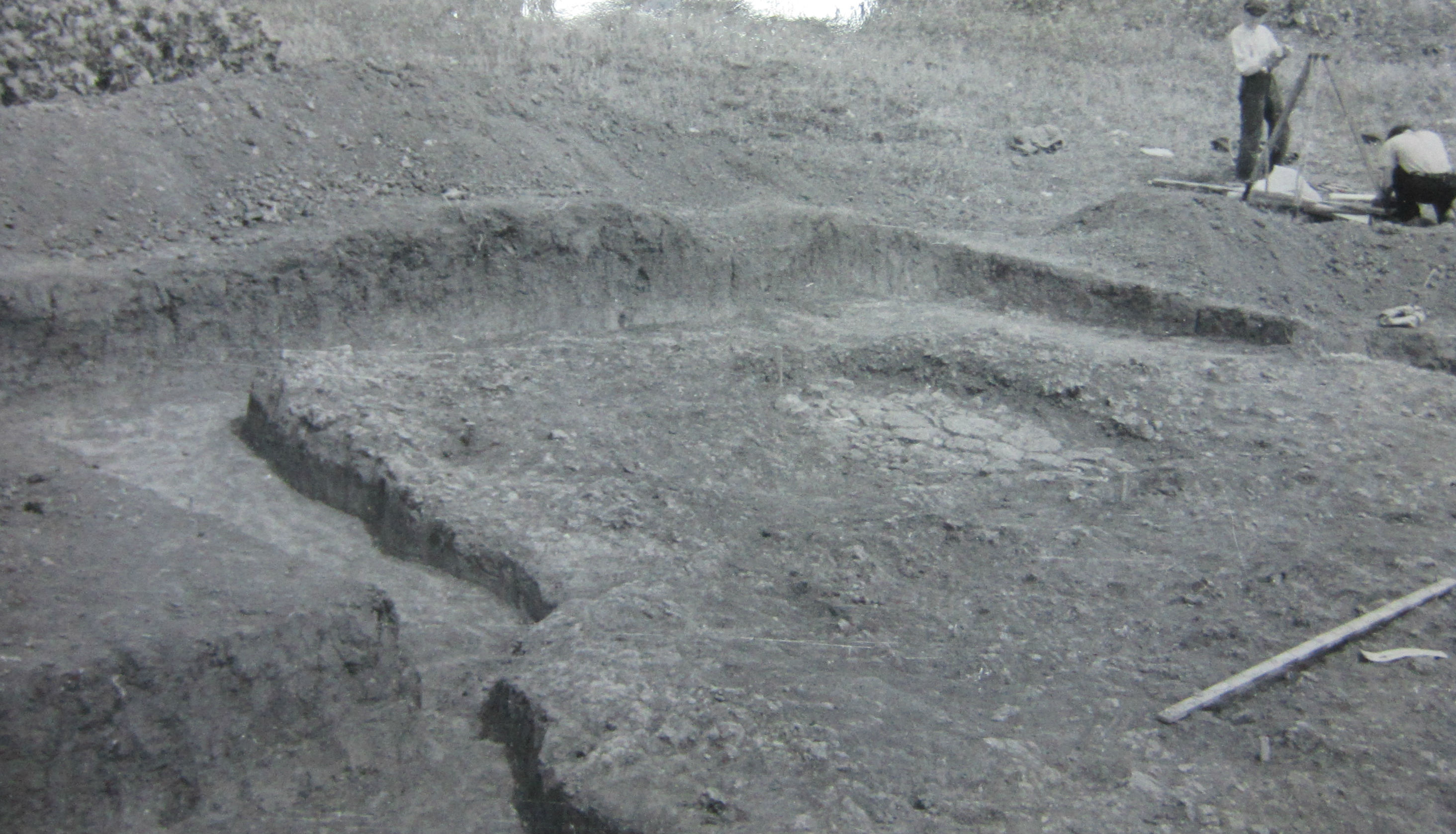
Șantier arheologic la Zăicana, perioada sovietică.

Activitatea și prezența omului pe teritoriul satului Zăicana este atestată de săpăturile arheologice. În cadrul acestora a fost descoperită o așezare omenească datată cu prima epocă a fierului, culturii arheologice Chișinău-Corlăteni, argumentată de prezența ceramicii de tip Chișinău-Holercani. În continuarea săpăturilor s-a descoperit o altă așezare omenească, datată cu secolul al III-lea și atribuită culturii Sântana de Mureș-Cerneahov. Aici, pe o suprafață de 374 m2 au fost găsite rămășite ale unor locuințe de suprafață din lut, de formă dreptunghiulară, cuptoare de piatră de calcar și gropi pentru păstrarea alimentelor. S-au mai găsit fragmente de ceramică lustruită confecționată la roata olarului, funduri de amfore antice, cuțite, o seceră, un brăzdar de fier, monede romane (se păstrează în Muzeul Național de Istorie a Moldovei). Populația se îndeletnicea cu agricultura, creșterea animalelor, vânătoarea și pescuitul. Zgura de furnal găsită dovedește că oamenii care au trăit aici prelucrau fierul, iar roțile de fus sunt o mărturie că ei se ocupau, de asemenea cu torsul și țesutul. Așezarea a fost părăsită probabil în secolul al IV-lea în legătură cu migrația hunilor.
Aceste situri arheologice sunt introduse în registrul monumentelor culturale de categorie națională și sunt ocrotite de stat.

### Prima atestare și întemeierea
Satul Zăicana a fost pentru prima dată atestat documentar în iunie 1501, într-un hrisov emis de domnul Țării Moldove Ștefan cel Mare în care se spune că întărește panului Iancovici spătarul, fiul boierului Gligorașco Iancovici vornic de Suceava, votcina tatălui său, satul Ișnovăț, iar apoi sunt descrise hotarele acestei moșii și se spune: „Iar hotarul începe pe vechiul hotar din primul hotar din veac folosit, hotarul care pe deal la vale la Zahaicani......tot prin mijlocul câmpului, trece spre unde este piatră de hotar, despărțitoare de votcina Grușova și de Valuani și de Zahaicani.......și trece prin marginea Zahaicanilor...”
Cel mai probabil întemierea satului a avut loc în secolul al XVI-lea, fiind înființat de țărani-răzeși, care probabil au cumpărat această moșie și s-au stabilit cu traiul în acest loc. Inițial așezarea a fost amplasată mai la est, peste deal de satul actual, în locul numit astăzi „Odăi”, unde era amplasată o așezare a vechilor ostrogoți din secolul al III-lea. În acea perioadă era o localitate mică, ocupația de bază fiind agricultura; nu există date care să ateste vreo biserică. 

### Evoluție ulterioară

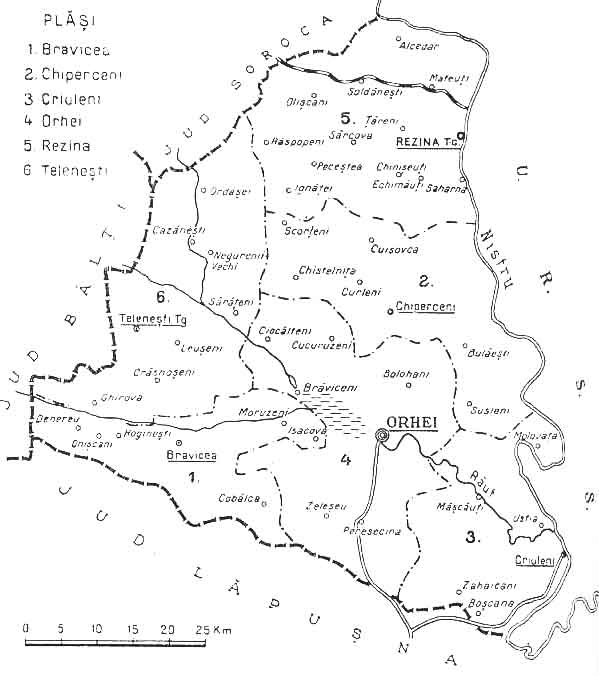
Zăicana pe hartă interbelică a județului Orhei (extremitatea sud-estică)

Spre sfârșitul secolului al XVIII-lea se presupune că a avut loc strămutarea localității, din locul inițial „Odăi” peste deal, în vale, pe malul stâng al pârâiașului Iana. Începând cu acest timp populației satului vechi i s-au alăturat și familii din satele vecine, în special din Boșcana, ceea ce a dus la o creștere demografică.
Numărul caselor a crescut la începutul secolului al XIX-lea, iar între anii 1839-1838 a avut loc mutarea unor familii din județul Cahul în sat. Casele și gospodăriile încep să se construiască și pe partea dreaptă a pârâului. În prima jumătate de secol locuitorii satului și-au reconfirmat titlurile de mazili și ruptași atestate de arhivă.
În anul 1867 a fost construită biserica. În 1904, în sat erau atestate vii, 6 mori de vânt, 470 de vite mari.

## Demografie
| Naționalitate    | Număr de locuitori | procente |
| ---------------- | ------------------ | -------- |
| moldoveni/români | 1.992              | 99,16%   |
| ucrainei         | 3                  | 0,16%    |
| ruși             | 12                 | 0,63%    |
| altele           | 1                  | 0,05%    |
| Total            | 2.000              |          |

## Administrație și politică
Componența Consiliului local Zăicana (11 consilieri), ales la 5 noiembrie 2023, este următoarea:
|  | Partid                                   | Consilieri | Componență | Componență | Componență | Componență |
|  | ---------------------------------------- | ---------- | ---------- | ---------- | ---------- | ---------- |
|  | Partidul Acțiune și Solidaritate         | 4          |            |            |            |            |
|  | Partidul Politic „Forța Diasporei”       | 3          |            |            |            |            |
|  | Platforma Demnitate și Adevăr            | 3          |            |            |            |            |
|  | Candidat independent MARIANA PALAMARCIUC | 1          |            |            |            |            |

## Patrimoniu

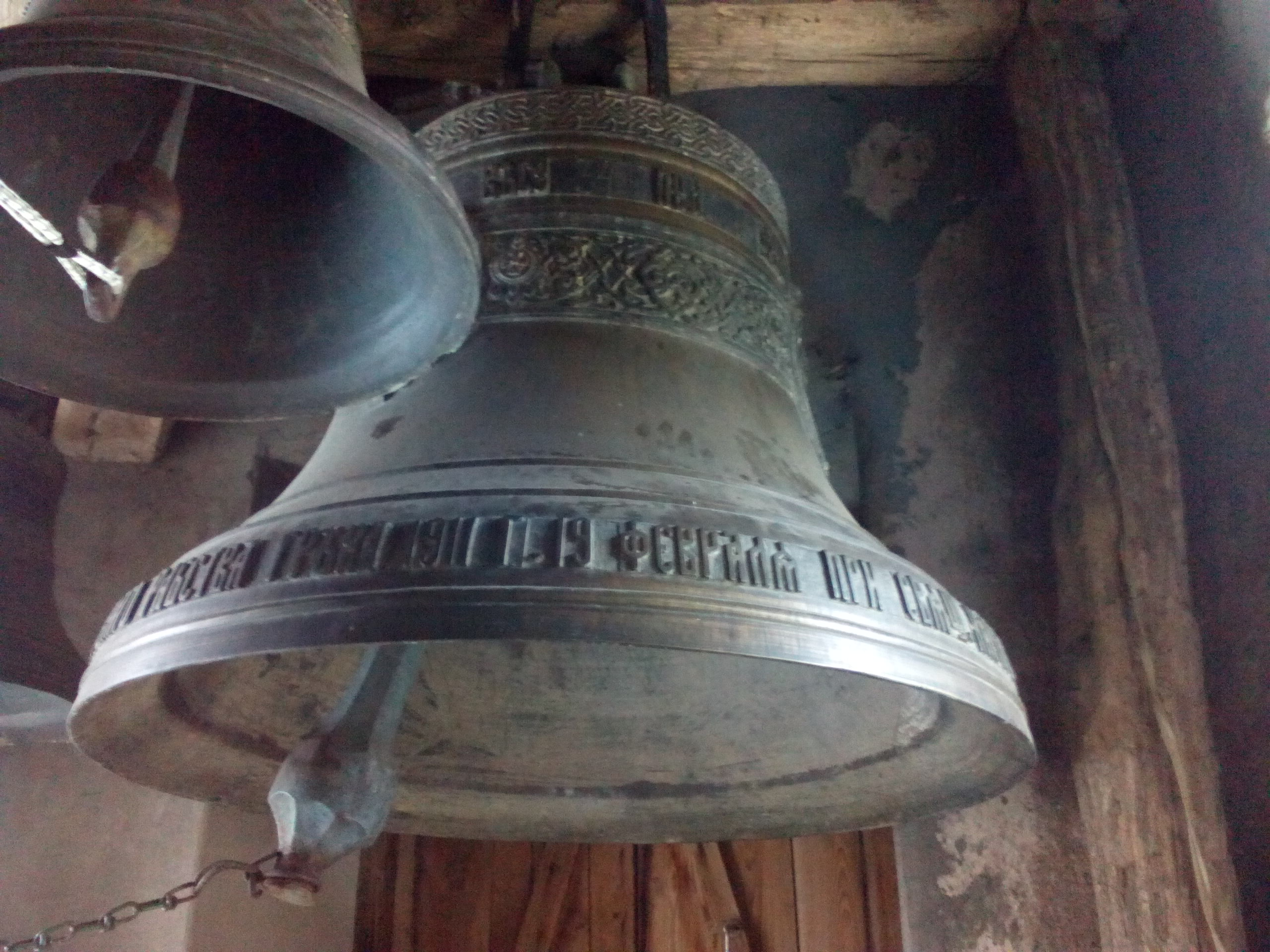
Clopotul mare al bisericii

Satul Zăicana are incluse în registrul monumentelor ocrotite de stat următoarele obiective:
1. Zăicana, așezare, datează din Hallstattul timpuriu,monument arheologic de importanță națională
2. Zăicana-I, așezare, datează din sec. II-IV, monument arheologic de importanță națională
3. Zăicana-II, așezare, datează din sec. II-IV, monument arheologic de importanță națională
4. Zăicana-III, așezare, datează din sec. II-IV, monument arheologic de importanță națională
5. Zăicana, Biserica „Nașterea Maicii Domnului” cu troițe și masa pomenirii, datează dintre 1864-1867, monument istoric și arhitectural de importanță națională
6. Zăicana, Tumuli - 2, datează din epoca antică, monument arheologic de importanță națională

De ziua hramului, la 21 septembrie, este organizată hora satului și competiții sportive. Activează ansamblul de artiști amatori „Zăicănenii” în frunte cu conducătorul artistic profesorul Mihail Grati.

## Galerie de imagini

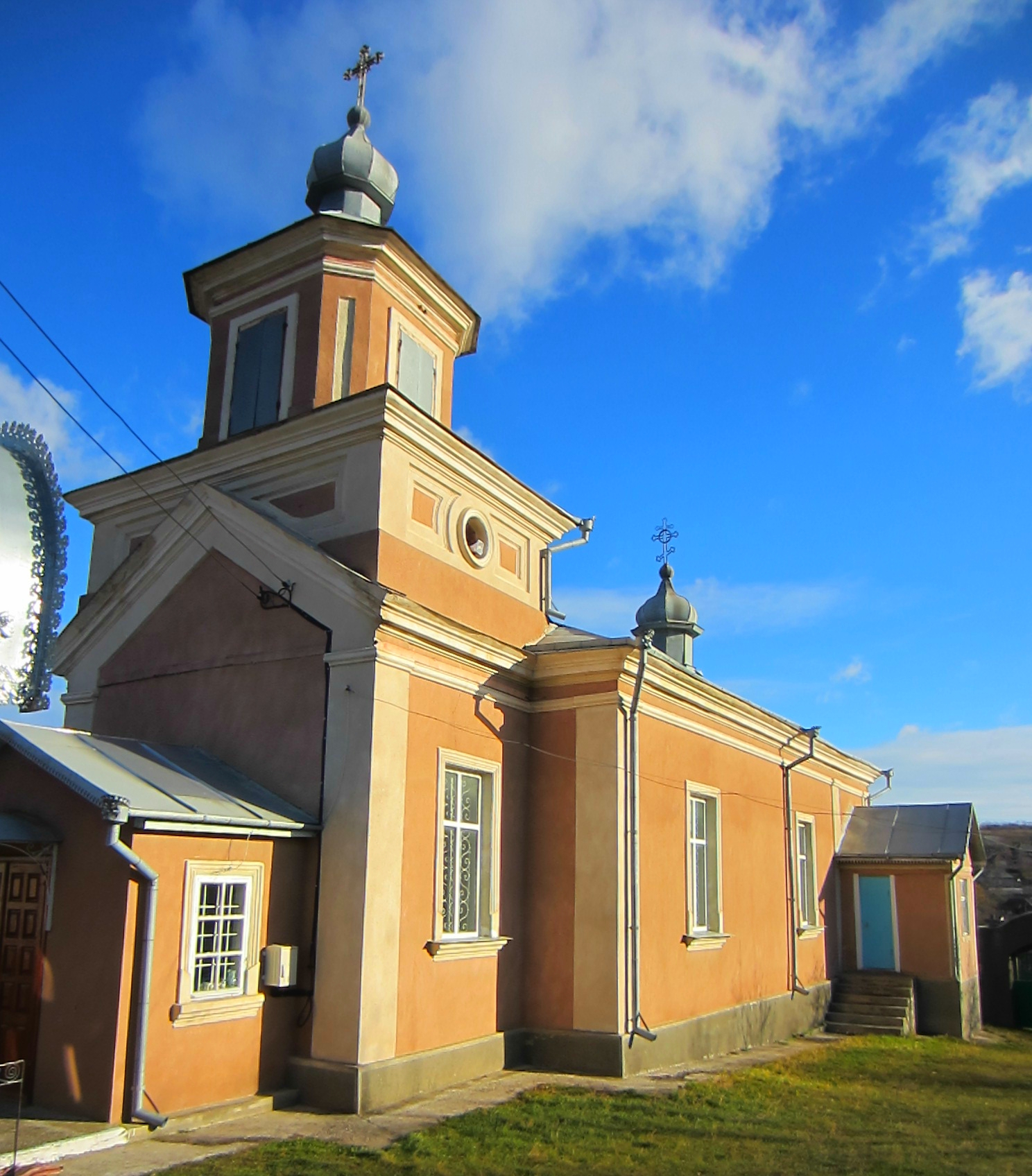
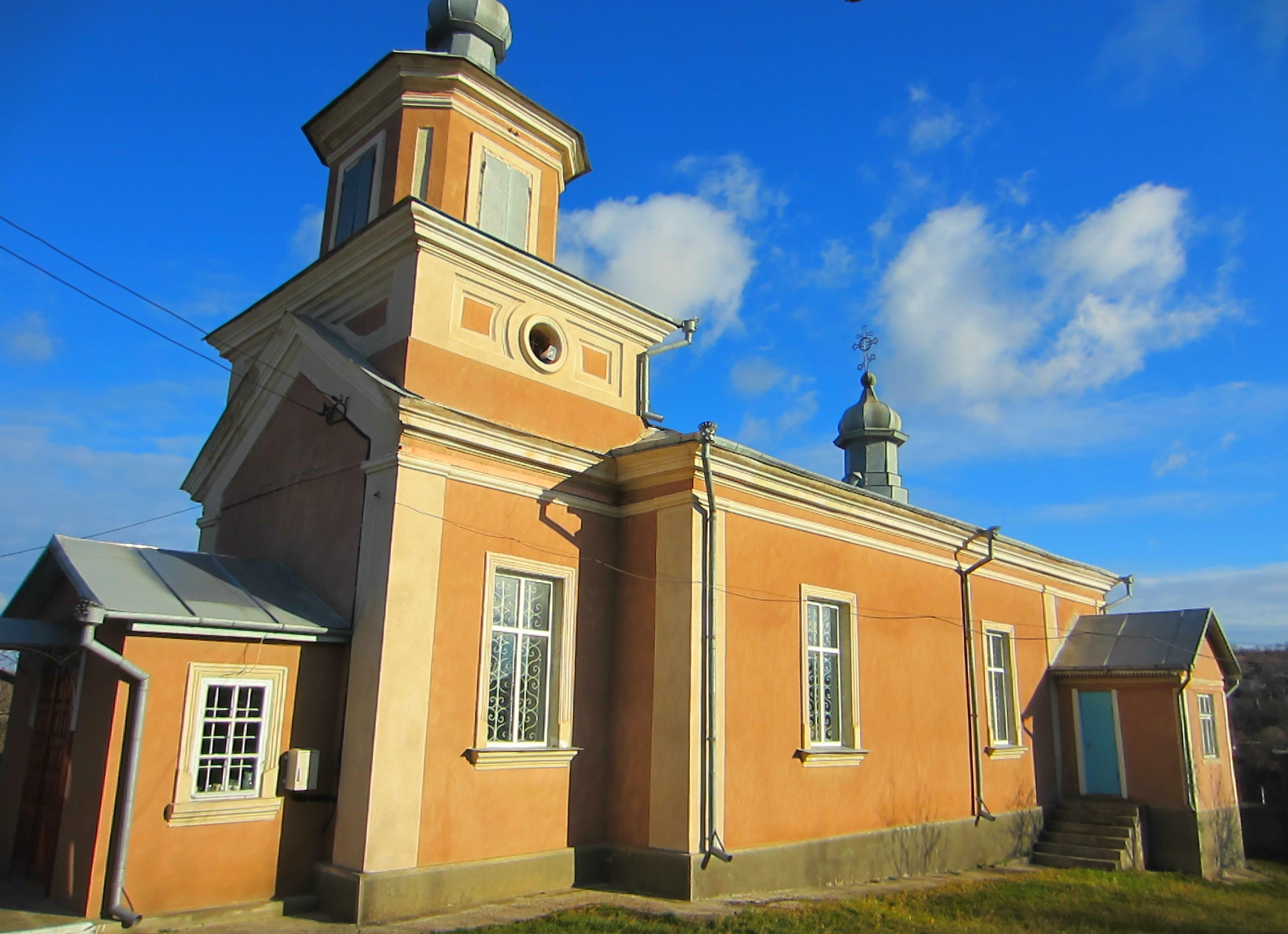
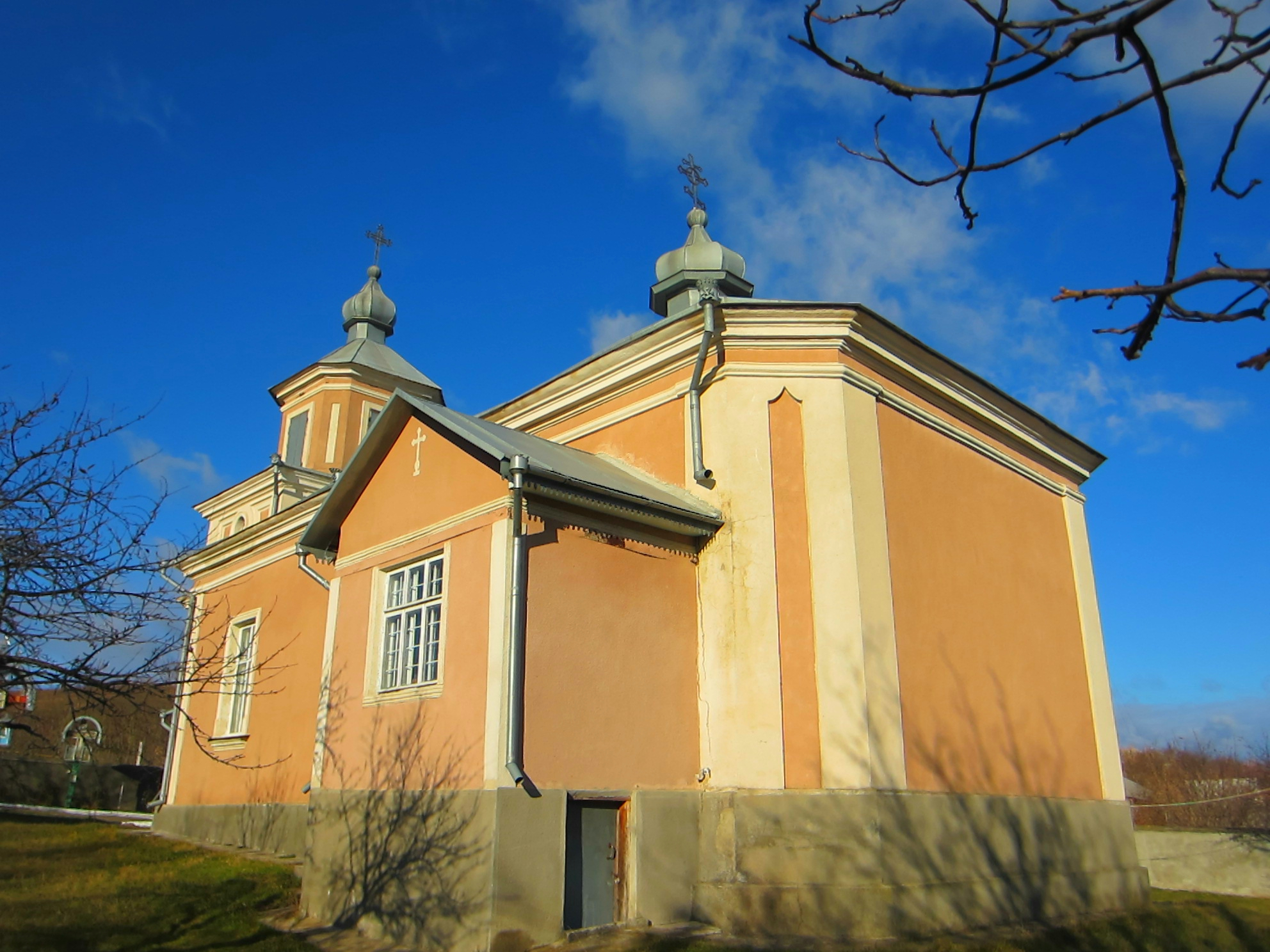

Biserica „Nașterea Maicii Domnului” din localitate, monument ocrotit de stat.
Alte locuri

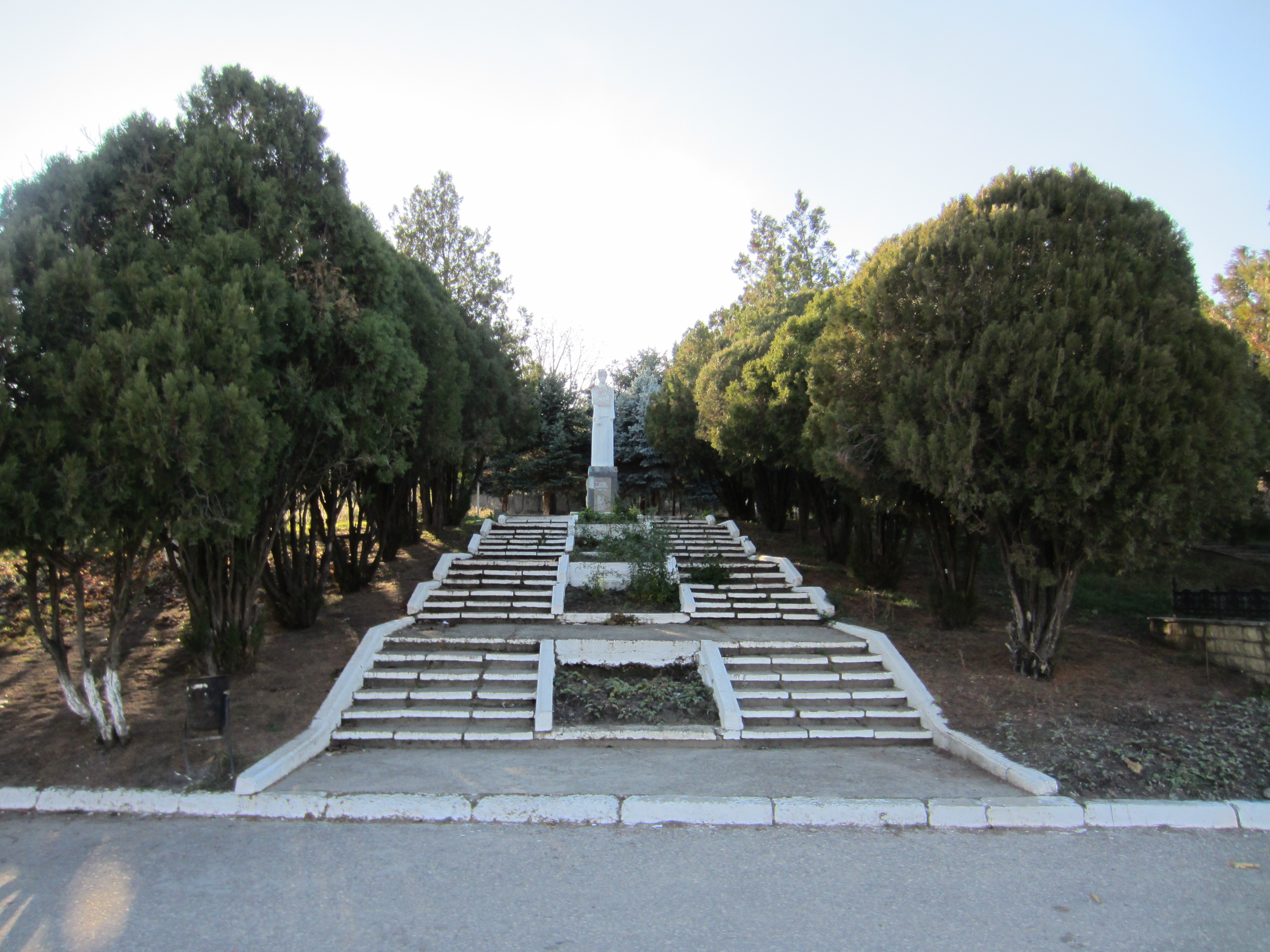
Monumentul în memoria consătenilor căzuți în Al Doilea Război Mondial.
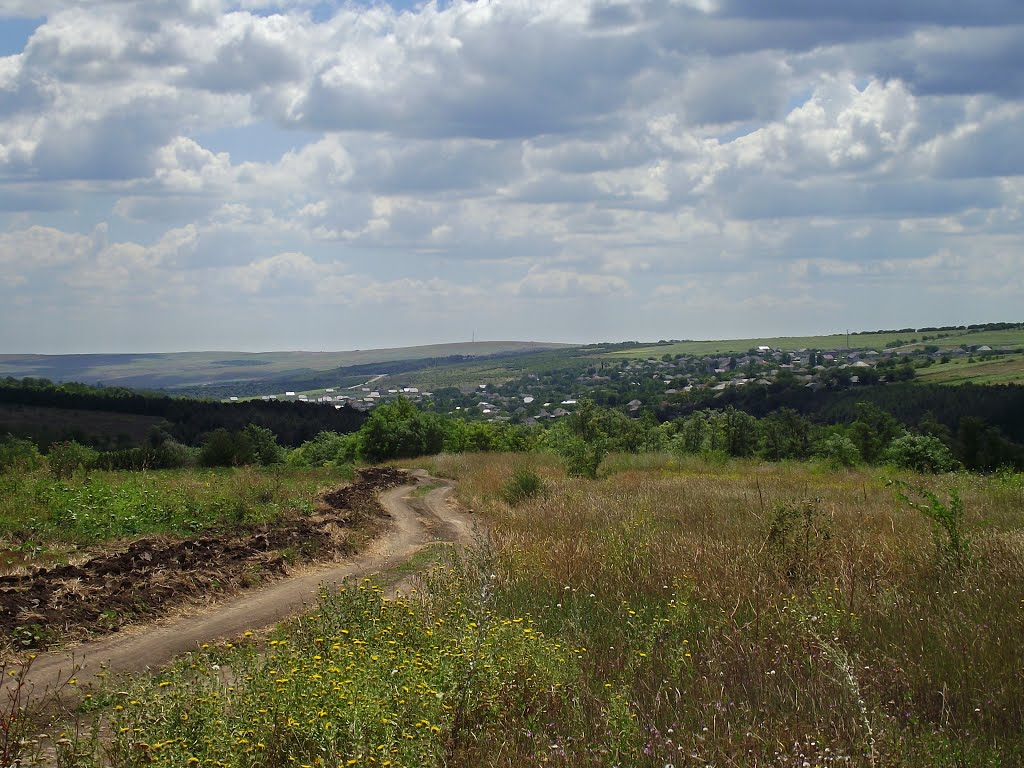
Panorame
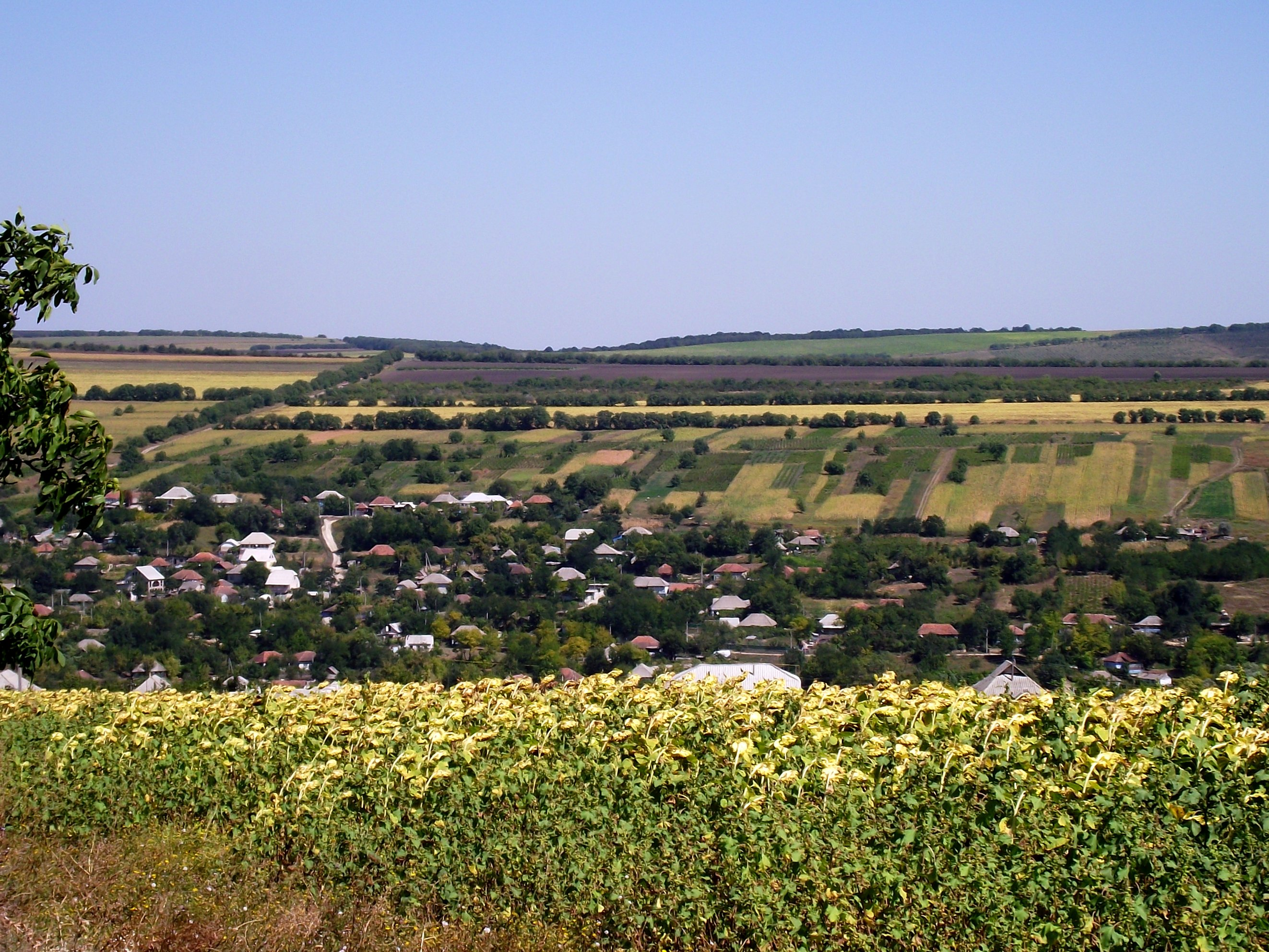
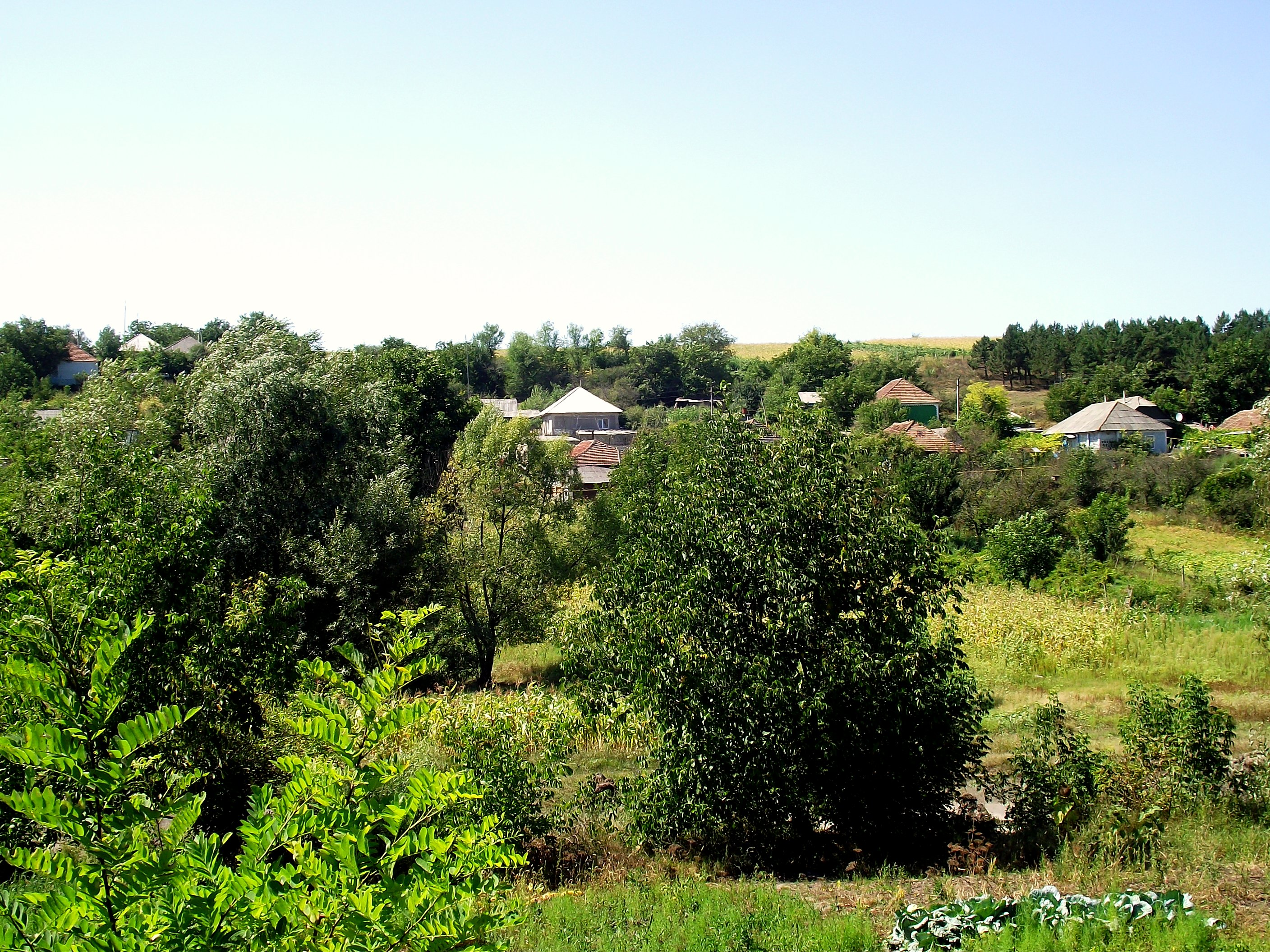
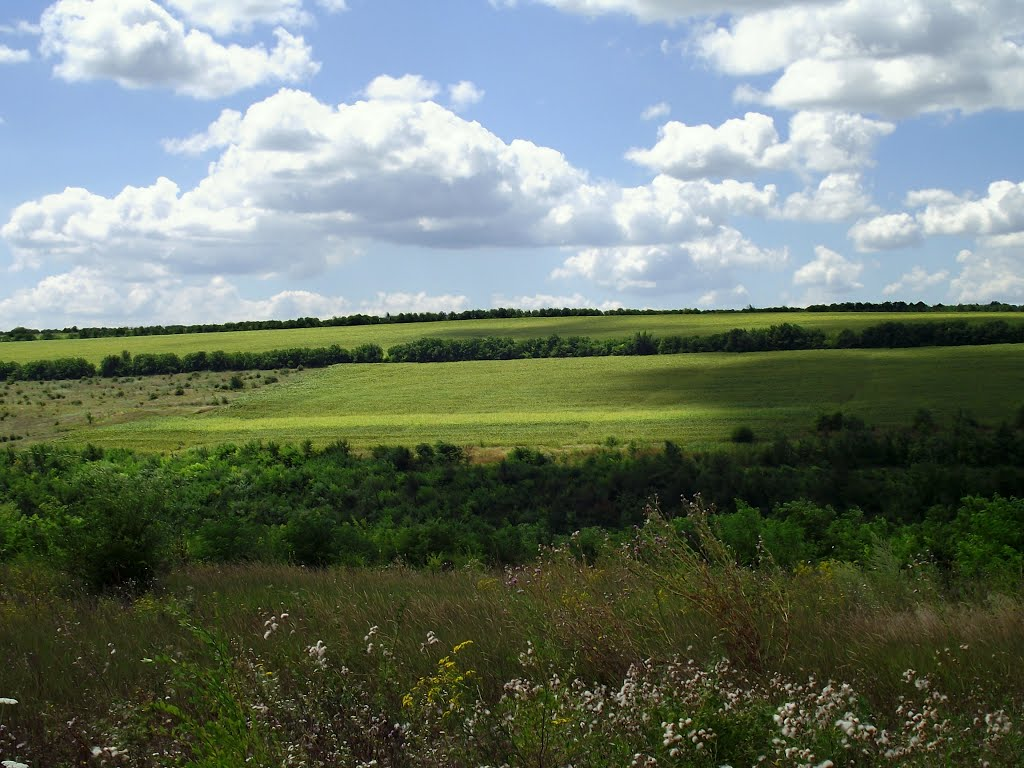
Terenuri agricole pe moșia satului.
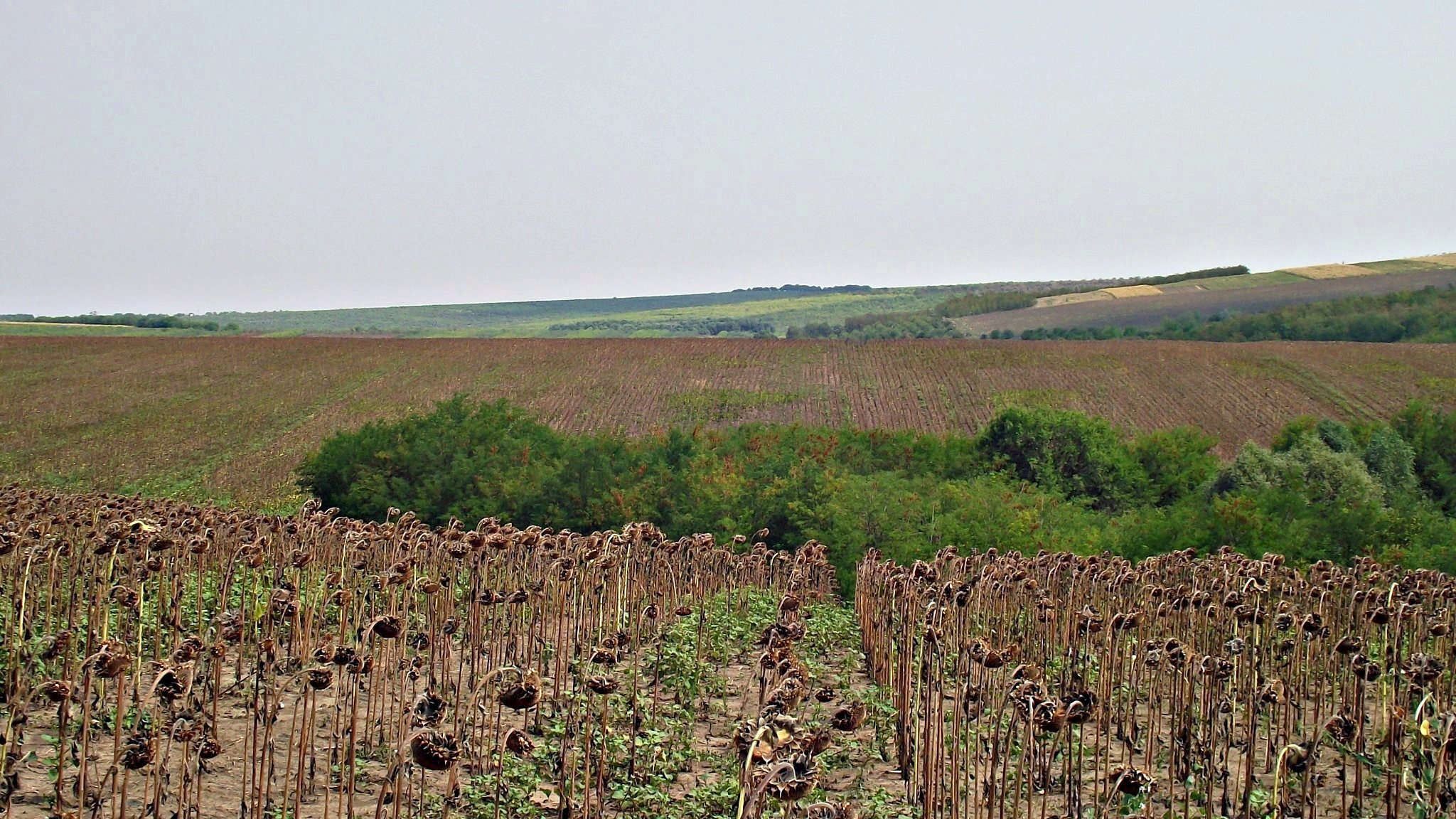
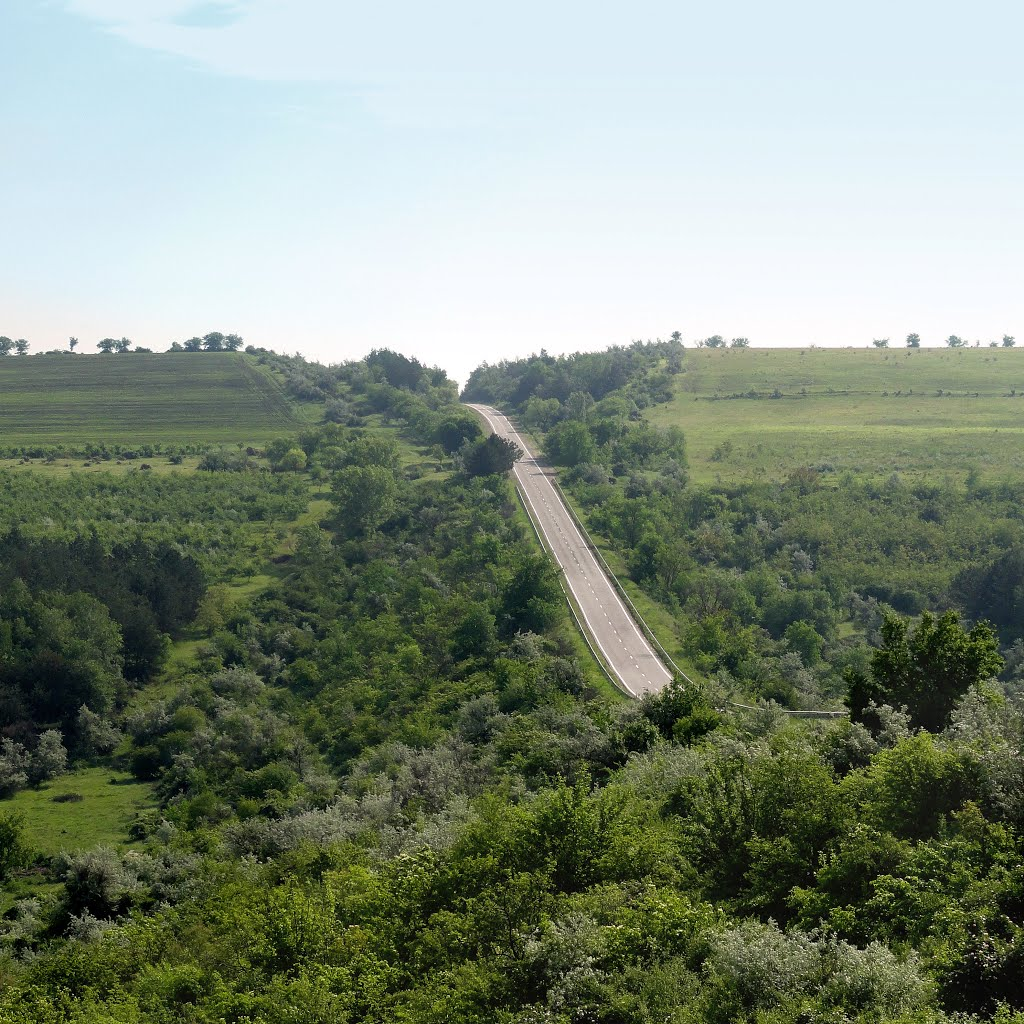
Traseul M-21 în preajma localității.